# Stația Law-Racoviță

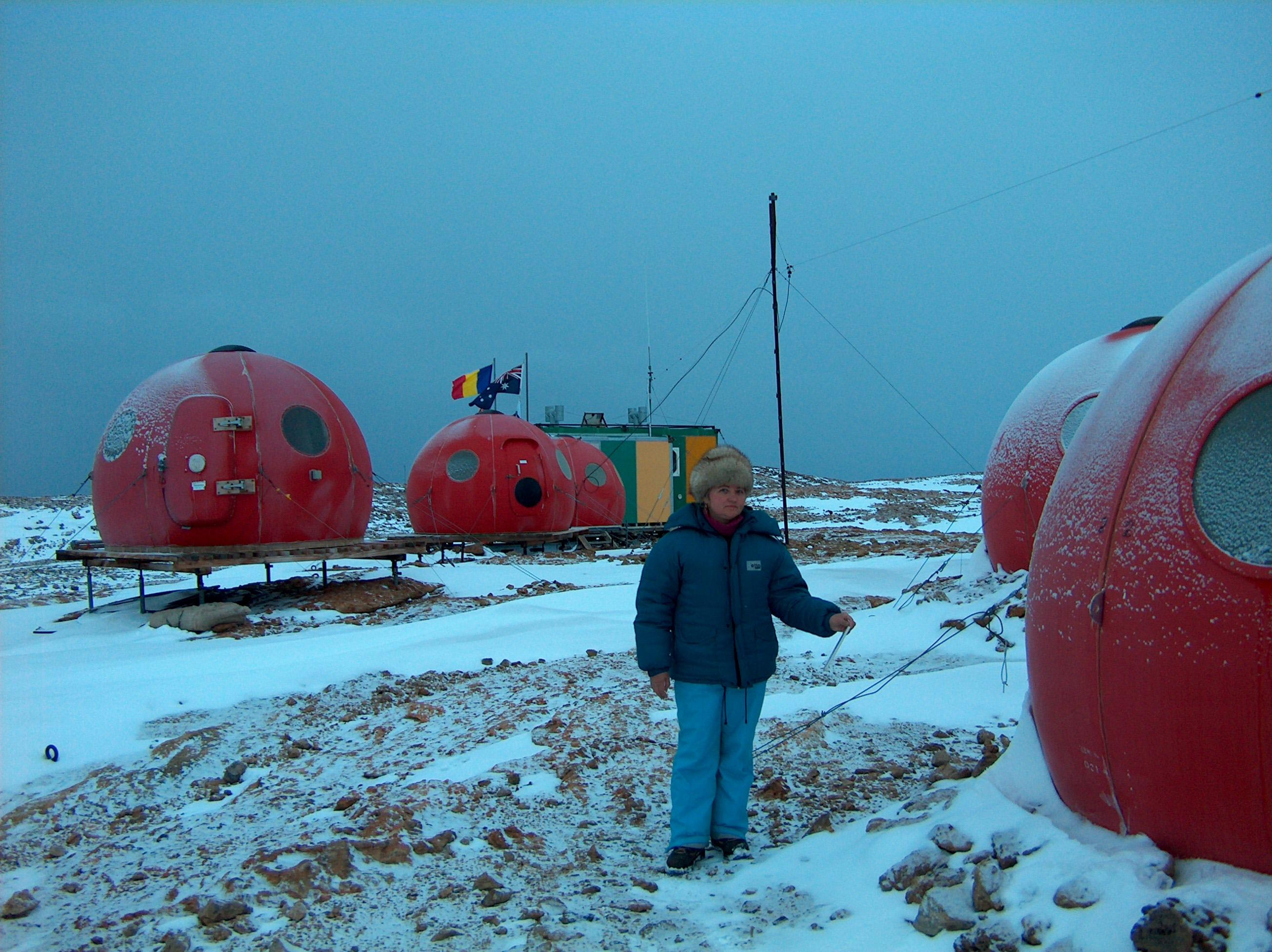
Dr. Topârceanu la stația Law-Racoviță

Stația Law-Racoviță este prima stație românească permanentă de cercetare și explorare din Antarctica, numită după exploratorul român Emil Racoviță și inaugurată la data de 13 ianuarie 2006 pe amplasamentul unei stații construite în 1986 de Australia și donată României. Stația se găsește în regiunea „Prințesa Elisabeta”, pe dealurile Larsemann, la 2 km distanță de o stație chineză, cu care întreține schimburi de experiență.

## Amplasament

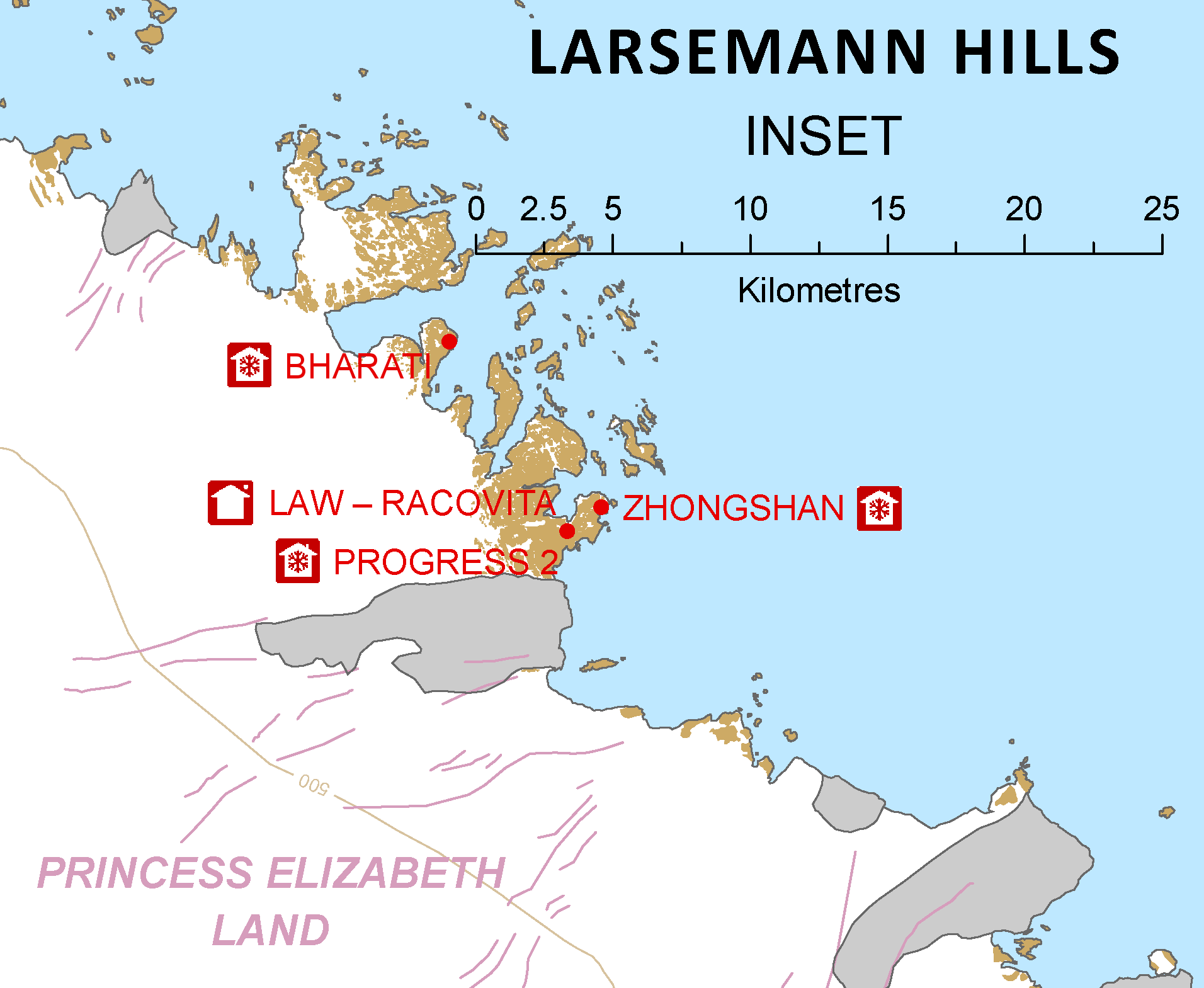
Stațiunea Law-Racoviță

Stațiunea Law-Racoviță este amplasată într-o zonă stâncoasă aflată la 3 km de coasta Ingrid Christensen din Țara Prințesei Elisabeta, în Dealurile Larsemann din Antarctica de Est, având următoarele coordonate: latitudine: 69°23'18.61" S și longitudine: 76°22'46.2" E. 
Ea se află la o distanță de 2 km de Stația Zhong Shan a Chinei și la 1 km de Stația Progress II a Federației Ruse, ceea ce a permis o cooperare strânsă și cu cercetătorii acestor țări, cu care se întrețin schimburi de experiență. 
Stația este la 13.352 km în linie dreaptă de capitala României, București.  
Stațiunea de cercetare se află într-o zonă acoperită cu rocă, nu cu gheață. Ea oferă numeroase posibilități de acces pe calota antarctică și pe jos, și cu mașini cu șenile. 
Accesul la baza polară românească din Antarctica se poate face în două moduri: fie cu elicopterul de la stația Davis, aflată la aproximativ 80 Km NE, fie pe jos sau prin mijloace motorizate pe rutele stabilite de la cele două stații vecine (rusă și chineză), în cazul folosirii transportului naval.

## Istoricul înființării
În anul 1986 Australia a construit Stațiunea Law de cercetări polare pe actualul amplasament, aceasta fiind folosită de echipele de cercetare din această țară pentru perioadă de vară polară. 
Demersul exploratorului Teodor Negoiță de a inaugura o bază românească în Antarctica a demarat în anul 1997, când a început să prezinte lucrări la „Tratatul antarctic”, la care România aderase încă din anul 1971. Nici un român nu prezentase până atunci contribuții evidențiate prin cercetări. Deși apreciată de cercetătorii polari din celelalte țări, activitatea sa nu a fost recunoscută ca atare de către Academia Română. 
Teodor Negoiță a beneficiat în anul 2000, de onoarea de a avea cuvântul de deschidere, cu ocazia „Tratatului antarctic” desfășurat la Londra, în fața a 43 de țări. Scopul acestei întâlniri a fost elaborarea unui cod de navigație în Mările Antarcticii, discuțiile de fond purtându-se pe baza lucrărilor prezentate de România, SUA și Anglia. Negoiță a prezentat studiul „Direcții privind transportul maritim Antarctic și protecția mediului”. 
După doi ani de negocieri, cu prilejul întâlnirii anuale a Tratatului Antarctic, care s-a desfășurat în orașul Stockholm (Suedia) în iunie 2005, s-a semnat un acord prin care Australia a donat Fundației Antarctice Române și Institutului Român de Cercetări Polare, conduse de Teodor Negoiță, una dintre bazele sale de cercetare de pe coasta de est a Antarcticii (Stația Law). Semnarea acestui acord a avut loc în prezența ambasadorilor celor două state: România și Australia. Totodată s-a stabilit ca noua stațiune să se numească Stația Law- Racoviță. Astfel, exploratorului român Teodor Negoiță i-au fost recunoscute eforturile de continuare a tradiției începute de Emil Racoviță în urmă cu mai bine de un secol.
"După mai bine de 100 de ani, l-am readus pe Racoviță în Antarctica. Cea mai mare satisfacție din cariera mea am avut-o când am preluat baza de la australieni. Am fost atât de emoționat atunci, că nici nu puteam semna", a mărturisit dr. Teodor Negoiță.
Cu scopul de a inaugura stația din Antarctica, Teodor Negoiță a efectuat cea de-a XIII-a expediția a sa în regiunile polare, petrecând două luni și jumătate pe continentul antarctic, într-o echipă de cercetare alături de două femei, Elena Bocanciu și Florica Topârceanu (cercetătoare în domeniul biologiei și biochimiei, primele românce în Antarctica). Scopul cercetării a fost, în afară de preluarea bazei, cel de a preleva probe de sol, sedimente și microorganisme de pe continentul înghețat.  
La data de 13 ianuarie 2006, a avut loc inaugurarea primei stații românești permanente de cercetare și explorare din Antarctica, Stația Law-Racoviță. Baza Română de Cercetări Antarctice Law-Racoviță a fost oferită României de către Divizia Antarctică Australiană. Ceremonia oficială de transfer a stației a avut loc la 20 februarie 2006.

## Dotări

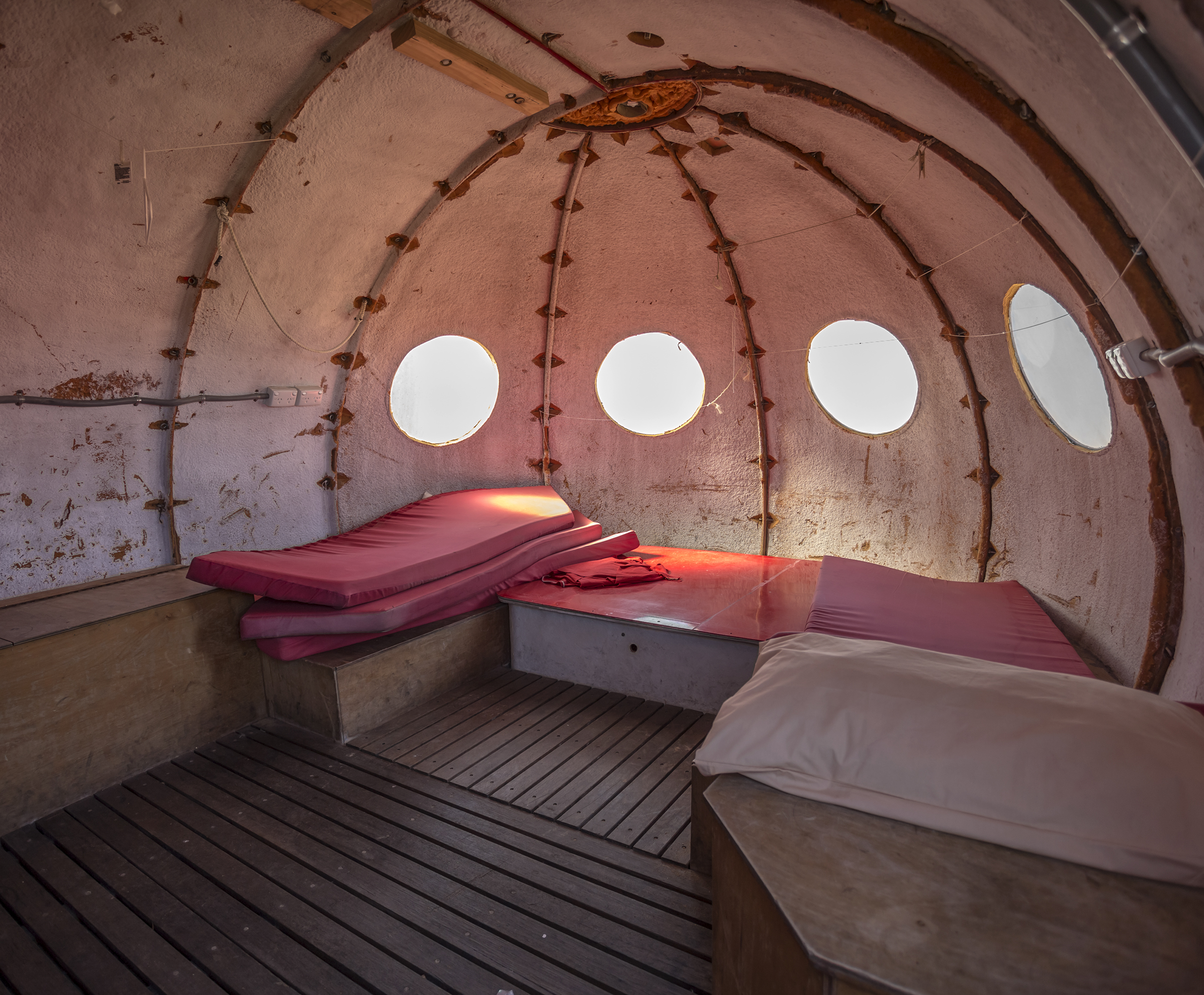
Interiorul unei cabane satelit

Stația Law - Racoviță este construită din materiale anticorozive și termoizolante, fiind  alcătuită dintr-o clădire-laborator, cinci spații de dormit (cabane satelit de tip iglu), o stație radio, un depozit pentru combustibili și un mic grup sanitar. 
Clădirile sunt concepute pentru a face față mediului ostil întâlnit aici, fiind fixate pe mici platforme de beton cu ajutorul unor picioare de oțel, având astfel un impact minim asupra mediului. Clădirea care servește ca laborator este construită din panouri prefabricate, tehnică de construcție uzuală în Antarctica datorită timpului mic de asamblare, impactului redus asupra mediului și a ușurinței cu care pot fi reparate clădirile construite astfel. 
Cabanele de dormit sunt de culoare roșie, au fost construite din fibră de sticlă la exterior cu izolații termice din spuma poliuretanică în interior și au ferestre duble confecționate din policarbonat și fixate cu chedere de cauciuc. Deoarece grupul sanitar nu beneficiază de instalație specială de filtrare a reziduurilor, toate deșeurile produse sunt depozitate în recipiente speciale și evacuate odată cu membrii expedițiilor.
Baza este alimentată cu energie electrică prin intermediul unui mic generator pe bază de combustibil lichid și un panou solar. Deoarece lacurile din imediata apropiere a bazei conțin apă sărată, baza folosește procedeul de topire a zăpezii din apropiere sau dintr-un mic lac din apropierea rutei principale de legătura cu zona de Nord-Est pentru a obține rezervele de apă potabilă.
Pentru a menține un contact cu alte stații de cercetare este folosită o instalație radio VHF permanentă funcțională, alimentată de la un panou solar. De asemenea, fiecare expediție are în general în dotarea sa telefoane prin satelit.

## Posibilități de cercetare
Baza de cercetări românească din Antarctica poartă în comun numele lui Philip Law, primul cercetător care a cercetat Antarctica de Est, și al românului Emil Racoviță, primului biolog din lume care a cercetat viața antarctică în cadrul expediției Belgica (1897-1899). Ea a fost înființată de către guvernul australian în anul 1986, în prezent țara de la antipozi deținând alte trei stațiuni de cercetare în regiune.
„Este o premieră pentru cercetarea antarctică din România, țară semnatară din 1971 a Tratatului Antarctic, care ne dă dreptul la utilizarea teritoriului din Sudul extrem în scopuri pașnice. (...) Este mult mai ușor pentru o țară aflată într-o poziție geografică ca aceea a României să preia o bază mai veche decât să construiască una nouă”, a afirmat, cu prilejul inaugurării stației, directorul Institutului Român de Cercetări Polare, Teodor Negoiță. 
Ca urmare a posibilității folosirii acestei baze, costurile anuale ale deplasării și prezenței unei expediții românești în regiune sunt estimate la circa 20.000 de dolari.
Stațiunea Law-Racoviță adăpostește prima echipă de cercetători români din luna decembrie 2006, odată cu începutul verii australe. Echipa românească urmează să efectueze cercetări de bioprospectare, ecologice, de prognoză a vremii, de măsurare a activităților seismice și geomagnetice, de culegere a datelor privind interferențele în radiocomunicații.
Programul de cercetare întreprins aici cuprinde studii legate de poluare, biochimie cu aplicații în biotehnologii din industria farmaceutică și alimentară, hidrologie (studiul lacurilor din zonă), studii medicale, meteorologice, observații astro-climatice. Probele recoltate sunt trimise pentru a fi analizate la laboratoare din România.
Spre deosebire de proiecte similare ale unor state europene, proiecte care sunt finanțate de statul respectiv, Stația Law-Racoviță este o inițiativă privată. Ea se află în subordinea Fundației Antarctice Române, aflată la rândul ei în subordinea Institutului Român de Cercetări Polare, ambele organisme private, conduse de exploratorul polar Teodor Negoiță, primul român care a atins Polul Nord pe schiuri (21 aprilie 1995). Din cauza subfinanțării, stația funcționează numai în timpul verii australe.